# Turn- und Sportgemeinschaft 1899 Hoffenheim 2021-2022 (femminile)
Questa voce raccoglie le informazioni riguardanti la squadra femminile del Turn- und Sportgemeinschaft 1899 Hoffenheim nelle competizioni ufficiali della stagione 2021-2022.

## Maglie
Le tenute di gioco sono le stesse dell'Hoffenheim maschile.
| Casa | Trasferta | Terza divisa |

## Organigramma societario
Area tecnica
Staff tecnico
- Allenatore: Gabor Gallai
- Vice allenatore: Nadine Rolser
- Preparatore dei portieri: Markus Bittner, Dominic Treiber
- Preparatore atletico: Marc Rodriguez

Area sanitaria
Staff medico
- Psicologo dello sport: Birgit Prinz
- Fisioterapista: Serena Horst
- Supervisore: Renáta Szabján

## Rosa
Rosa, ruoli e numeri di maglia come da sito ufficiale e sito DFB, aggiornati al 20 maggio 2022.
| N. |                     | Ruolo | Calciatrice           |
| -- | ------------------- | ----- | --------------------- |
| 1  | Croazia (bandiera)  | P     | Martina Tufeković     |
| 2  | Germania (bandiera) | C     | Marie Steiner         |
| 4  | Germania (bandiera) | D     | Michaela Specht       |
| 5  | Svizzera (bandiera) | D     | Luana Bühler          |
| 6  | Belgio (bandiera)   | A     | Tine De Caigny        |
| 7  | Germania (bandiera) | C     | Chantal Hagel         |
| 8  | Germania (bandiera) | C     | Paulina Krumbiegel    |
| 9  | Austria (bandiera)  | D     | Katharina Naschenweng |
| 10 | Germania (bandiera) | C     | Gia Corley            |
| 11 | Ungheria (bandiera) | A     | Petra Kocsán          |
| 12 | Germania (bandiera) | P     | Laura-Johanna Dick    |
| 13 | Germania (bandiera) | C     | Isabella Hartig       |
| 14 | Austria (bandiera)  | C     | Celina Degen          |

| N. |                     | Ruolo | Calciatrice                |
| -- | ------------------- | ----- | -------------------------- |
| 15 | Germania (bandiera) | C     | Mara Alber                 |
| 16 | Austria (bandiera)  | A     | Nicole Billa               |
| 17 | Germania (bandiera) | C     | Franziska Harsch           |
| 18 | Germania (bandiera) | C     | Anne Fühner                |
| 19 | Germania (bandiera) | D     | Judith Steinert            |
| 22 | Germania (bandiera) | D     | Sarai Linder               |
| 26 | Austria (bandiera)  | D     | Laura Wienroither          |
| 27 | Germania (bandiera) | A     | Vanessa Leimenstoll        |
| 28 | Germania (bandiera) | P     | Lina von Schrader          |
| 29 | Germania (bandiera) | D     | Jule Brand                 |
| 31 | Germania (bandiera) | D     | Jana Feldkamp              |
| 32 | Germania (bandiera) | C     | Vanessa Diehm              |
| 33 | Germania (bandiera) | C     | Fabienne Dongus (capitano) |

## Calciomercato

### Sessione estiva
| Acquisti | Acquisti            | Acquisti      | Acquisti                  |
| R.       | Nome                | da            | Modalità                  |
| -------- | ------------------- | ------------- | ------------------------- |
| D        | Sarai Linder        | UCF Knights   | definitivo                |
| C        | Gia Corley          | Bayern Monaco | definitivo                |
| C        | Tine De Caigny      | Anderlecht    | definitivo                |
| C        | Jana Feldkamp       | SGS Essen     | definitivo                |
| C        | Petra Kocsán        | MTK Hungária  | definitivo                |
| A        | Vanessa Leimenstoll | Hoffenheim II | promossa in prima squadra |

| Cessioni | Cessioni         | Cessioni        | Cessioni   |
| R.       | Nome             | a               | Modalità   |
| -------- | ---------------- | --------------- | ---------- |
| P        | Janina Leitzig   | Bayern Monaco   |            |
| D        | Karla Görlitz    | Carl Zeiss Jena |            |
| D        | Maximiliane Rall | Bayern Monaco   | definitivo |
| C        | Lena Lattwein    | Wolfsburg       | definitivo |
| A        | Jana Beuschlein  | Colonia         |            |
| A        | Tabea Waßmuth    | Wolfsburg       | definitivo |

### Sessione invernale
| Acquisti | Acquisti | Acquisti | Acquisti |
| R.       | Nome     | da       | Modalità |
| -------- | -------- | -------- | -------- |
|          |          |          |          |

| Cessioni | Cessioni          | Cessioni | Cessioni |
| R.       | Nome              | a        | Modalità |
| -------- | ----------------- | -------- | -------- |
| D        | Laura Wienroither | Arsenal  |          |

## Risultati

### Frauen-Bundesliga

#### Girone di andata
| Arbitro: | Michel (Gau-Odernheim) |

|                               |           |             |
| Naschenweng 47’ De Caigny 79’ | Marcatori | 38’ Kayikçi |

| Arbitro: | Schwermer (Rieder) |

|           |           |                            |
| Wilde 16’ | Marcatori | 27’ Harsch 77’ Wienroither |

| Essen 12 settembre 2021, ore 16:00 CEST 3ª giornata | SGS Essen           | 0 – 0 referto | Hoffenheim | Stadion Essen (613 spett.)\| Arbitro: \| Wildfeuer (Lubecca) \| |
| Arbitro:                                            | Wildfeuer (Lubecca) |               |            |                                                                 |

| Arbitro: | Heidenreich (Sereetz) |

|                        |           |           |
| Feldkamp 34’ Billa 55’ | Marcatori | 22’ Küver |

| Arbitro: | Hussein (Bad Harzburg) |

|                                     |           |           |
| Schüller 43’, 61’ Beerensteyn 90+1’ | Marcatori | 76’ Billa |

| Arbitro: | Söder (Ingolstadt) |

|                               |           |           |
| Billa 12’ Oberdorf 82’ (rig.) | Marcatori | 52’ Roord |

| Arbitro: | Diekmann (Dortmund) |

|             |           |                                                    |
| Volkmer 87’ | Marcatori | 2’, 57’ Billa 15’ Brand 85’ Fühner 90’ Leimenstoll |

| Arbitro: | Michel (Gau-Odernheim) |

|                                                                   |           |             |
| Brand 6’ Hagel 32’, 82’ Corley 45’, 90’ Naschenweng 58’ Billa 63’ | Marcatori | 53’ Nikolić |

| Arbitro: | Duske (Leverkusen) |

|                           |           |                                       |
| Cerci 8’, 70’ Kössler 14’ | Marcatori | 46’ Steinert 84’ De Caigny 90’ Bühler |

| Arbitro: | Kost (Münster) |

|                                                                       |           |             |
| Brand 14’, 16’ Billa 45’ Hagel 49’ Linder 65’ Steinert 69’ Dongus 82’ | Marcatori | 79’ Ulbrich |

| Arbitro: | Wacker (Marbach am Neckar) |

|           |           |              |
| Evels 21’ | Marcatori | 64’ Steinert |

#### Girone di ritorno
| Arbitro: | Schwermer (Rieder) |

|                  |           |                                                |
| Knaak 90’ (rig.) | Marcatori | 9’ (aut.) Stegemann 67’ De Caigny 90+3’ Corley |

| Arbitro: | Appelmann (Alzey) |

|           |           |             |
| Billa 10’ | Marcatori | 85’ Barrett |

| Arbitro: | Duske (Leverkusen) |

|                        |           |             |
| Feldkamp 5’ Linder 40’ | Marcatori | 67’ Laurier |

| Arbitro: | Wildfeuer (Lubecca) |

|                                     |           |                            |
| Dunst 57’ Prašnikar 68’ Aehling 85’ | Marcatori | 9’ (aut.) Santos 84’ Hagel |

| Arbitro: | Michel (Gau-Odernheim) |

|                         |           |                                                             |
| De Caigny 14’ Hagel 63’ | Marcatori | 18’ Dallmann 28’ (aut.) Feldkamp 68’ Rall 90+3’ Damnjanović |

| Arbitro: | Söder (Ingolstadt) |

|                            |           |  |
| Rauch 9’ Lattwein 18’, 32’ | Marcatori |  |

| Arbitro: | Schwermer (Rieder) |

|                                               |           |  |
| Hagel 9’, 39’ Billa 23’, 59’ (rig.), 69’, 70’ | Marcatori |  |

| Arbitro: | Heimann (Gladbeck) |

|  |           |                             |
|  | Marcatori | 7’, 37’, 90+3’ (rig.) Hagel |

| Arbitro: | Wacker (Marbach am Neckar) |

|           |           |                           |
| Hagel 41’ | Marcatori | 65’ Kössler 68’ Orschmann |

| Arbitro: | Wildfeuer (Lubecca) |

|  |           |               |
|  | Marcatori | 44’ De Caigny |

| Arbitro: | Appelmann (Alzey) |

|                                       |           |                                 |
| Naschenweng 37’ Degen 58’ Hagel 90+3’ | Marcatori | 51’ Pearl 53’ Green 79’ Hoppius |

### DFB-Pokal
| Arbitro: | Appelmann (Alzey) |

|  |           |                                                                   |
|  | Marcatori | 13’ Linder 22’ (rig.) Naschenweng 36’ Fühner 80’ Dongus 82’ Brand |

| Arbitro: | Westerhoff (Bochum) |

|                                                 |                      |                                                           |
| Zeller 90’, 116’                                | Marcatori            | 65’ De Caigny 112’ Steinert                               |
| Zeller Pando Nikolić Siems Arfaoui Vinken Wirtz | Tiri di rigore 5 – 4 | Billa Feldkamp De Caigny Harsch Bühler Wienroither Specht |

### UEFA Women's Champions League

#### Qualificazioni

##### Primo turno
| Arbitro: | Andromachi Tsiofliki |

|           |           |  |
| Billa 57’ | Marcatori |  |

| Arbitro: | Rasa Imanalijeva |

|                      |           |  |
| Brand 36’ Hartig 59’ | Marcatori |  |

##### Secondo turno
| Arbitro: | Marta Frias Acedo |

|  |           |                                           |
|  | Marcatori | 29’ De Caigny 71’ Wienroither 90+3’ Hagel |

| Arbitro: | Jelena Cvetković |

|                                     |           |                                       |
| Wienroither 8’ Linder 27’ Brand 67’ | Marcatori | 17’ Čanković 65’ Larsson 89’ Kullashi |

#### Fase a gironi
| Arbitro: | Anastasija Pustovojtova |

|                                                           |           |  |
| Naschenweng 18’ Billa 47’ Bühler 61’ De Caigny 63’, 90+3’ | Marcatori |  |

| Arbitro: | Stéphanie Frappart |

|                                                          |           |  |
| Little 21’ (rig.) Heath 45+2’ Miedema 52’ Williamson 86’ | Marcatori |  |

| Arbitro: | Sara Persson |

|                                           |           |  |
| Hermoso 5’ Putellas 19’, 33’ Torrejón 74’ | Marcatori |  |

| Arbitro: | Ivana Martinčić |

|  |           |                                                                             |
|  | Marcatori | 41’ (rig.) Putellas 53’ Paredes 57’ Bonmatí 89’ Torrejón 90+2’ Crnogorčević |

| Arbitro: | Eleni Antoniou |

|           |           |                              |
| Carusa 9’ | Marcatori | 27’ (rig.), 38’ (rig.) Billa |

| Arbitro: | Maria Marotta |

|                                     |           |                        |
| Brand 22’ Hagel 55’, 57’ Corley 60’ | Marcatori | 38’ (aut.) Wienroither |

## Statistiche

### Statistiche di squadra
| Competizione         | Punti | In casa | In casa | In casa | In casa | In casa | In casa | In trasferta | In trasferta | In trasferta | In trasferta | In trasferta | In trasferta | Totale | Totale | Totale | Totale | Totale | Totale | DR  |
| Competizione         | Punti | G       | V       | N       | P       | Gf      | Gs      | G            | V            | N            | P            | Gf           | Gs           | G      | V      | N      | P      | Gf     | Gs     | DR  |
| -------------------- | ----- | ------- | ------- | ------- | ------- | ------- | ------- | ------------ | ------------ | ------------ | ------------ | ------------ | ------------ | ------ | ------ | ------ | ------ | ------ | ------ | --- |
| Frauen-Bundesliga    | 41    | 11      | 7       | 2       | 2       | 35      | 16      | 11           | 5            | 3            | 3            | 21           | 16           | 22     | 12     | 5      | 5      | 56     | 32     | +24 |
| DFB-Pokal der Frauen | -     | -       | -       | -       | -       | -       | -       | 2            | 1            | 1            | 0            | 7            | 2            | 2      | 1      | 1      | 0      | 7      | 2      | +5  |
| Champions League     | -     | 6       | 4       | 1       | 1       | 15      | 9       | 4            | 2            | 0            | 2            | 5            | 9            | 10     | 6      | 1      | 3      | 20     | 18     | +2  |
| Totale               | -     | 17      | 11      | 3       | 3       | 50      | 25      | 17           | 8            | 4            | 5            | 33           | 27           | 34     | 19     | 7      | 8      | 83     | 52     | +31 |

### Andamento in campionato
| Giornata  | 1 | 2 | 3 | 4 | 5 | 6 | 7 | 8 | 9 | 10 | 11 | 12 | 13 | 14 | 15 | 16 | 17 | 18 | 19 | 20 | 21 | 22 |
| --------- | - | - | - | - | - | - | - | - | - | -- | -- | -- | -- | -- | -- | -- | -- | -- | -- | -- | -- | -- |
| Luogo     | C | T | T | C | T | C | T | C | T | C  | T  | T  | C  | C  | T  | C  | T  | C  | T  | C  | T  | C  |
| Risultato | V | V | N | V | P | V | V | V | N | V  | N  | V  | N  | V  | P  | P  | P  | V  | V  | P  | V  | N  |
| Posizione | 3 | 3 | 2 | 3 | 5 | 5 | 3 | 2 | 4 | 3  | 3  | 3  | 3  | 3  | 3  | 5  | 5  | 4  | 4  | 5  | 5  | 5  |

Legenda:

Luogo: C = Casa; T = Trasferta. Risultato: V = Vittoria; N = Pareggio; P = Sconfitta.

### Statistiche delle giocatrici
| Giocatore       | Frauen-Bundesliga | Frauen-Bundesliga | Frauen-Bundesliga | Frauen-Bundesliga | DFB-Pokal der Frauen | DFB-Pokal der Frauen | DFB-Pokal der Frauen | DFB-Pokal der Frauen | Champions League | Champions League | Champions League | Champions League | Totale   | Totale | Totale      | Totale     |
| Giocatore       | Presenze          | Reti              | Ammonizioni       | Espulsioni        | Presenze             | Reti                 | Ammonizioni          | Espulsioni           | Presenze         | Reti             | Ammonizioni      | Espulsioni       | Presenze | Reti   | Ammonizioni | Espulsioni |
| --------------- | ----------------- | ----------------- | ----------------- | ----------------- | -------------------- | -------------------- | -------------------- | -------------------- | ---------------- | ---------------- | ---------------- | ---------------- | -------- | ------ | ----------- | ---------- |
| M. Alber        | 1                 | 0                 | 0                 | 0                 | -                    | -                    | -                    | -                    | -                | -                | -                | -                | 1        | 0      | 0           | 0          |
| N. Billa        | 21                | 12                | 1                 | 0                 | 1                    | 0                    | 0                    | 0                    | 10               | 4                | 0                | 0                | 32       | 16     | 1           | 0          |
| J. Brand        | 22                | 4                 | 0                 | 0                 | 2                    | 1                    | 0                    | 0                    | 9                | 1                | 1                | 0                | 33       | 6      | 1           | 0          |
| L. Bühler       | 16                | 1                 | 1                 | 0                 | 1                    | 0                    | 0                    | 0                    | 8                | 1                | 0                | 0                | 25       | 2      | 1           | 0          |
| G. Corley       | 14                | 3                 | 1                 | 0                 | 2                    | 0                    | 0                    | 0                    | 10               | 1                | 1                | 0                | 26       | 4      | 2           | 0          |
| T. De Caigny    | 21                | 5                 | 1                 | 0                 | 2                    | 1                    | 0                    | 0                    | 10               | 3                | 1                | 0                | 33       | 9      | 2           | 0          |
| C. Degen        | 9                 | 1                 | 1                 | 0                 | 1                    | 0                    | 0                    | 0                    | 3                | 0                | 0                | 0                | 13       | 1      | 1           | 0          |
| L. Dick         | 6                 | -9                | 0                 | 0                 | 1                    | 0                    | 0                    | 0                    | 0                | 0                | 0                | 0                | 7        | -9     | 0           | 0          |
| V. Diehm        | 2                 | 0                 | 0                 | 0                 | -                    | -                    | -                    | -                    | -                | -                | -                | -                | 2        | 0      | 0           | 0          |
| F. Dongus       | 14                | 1                 | 2                 | 1                 | 2                    | 1                    | 0                    | 0                    | 9                | 0                | 1                | 0                | 25       | 2      | 3           | 1          |
| J. Feldkamp     | 20                | 2                 | 1                 | 0                 | 2                    | 0                    | 0                    | 0                    | 10               | 0                | 0                | 0                | 32       | 2      | 1           | 0          |
| A. Fühner       | 13                | 1                 | 0                 | 0                 | 2                    | 1                    | 0                    | 0                    | -                | -                | -                | -                | 15       | 2      | 0           | 0          |
| C. Hagel        | 22                | 12                | 1                 | 0                 | 2                    | 0                    | 0                    | 0                    | 10               | 3                | 0                | 0                | 34       | 15     | 1           | 0          |
| F. Harsch       | 19                | 1                 | 3                 | 0                 | 2                    | 0                    | 0                    | 0                    | 10               | 0                | 1                | 0                | 31       | 1      | 4           | 0          |
| I. Hartig       | 10                | 0                 | 0                 | 0                 | -                    | -                    | -                    | -                    | 3                | 1                | 0                | 0                | 13       | 1      | 0           | 0          |
| P. Kocsán       | 10                | 0                 | 0                 | 0                 | 1                    | 0                    | 1                    | 0                    | 5                | 0                | 0                | 0                | 16       | 0      | 1           | 0          |
| P. Krumbiegel   | -                 | -                 | -                 | -                 | -                    | -                    | -                    | -                    | -                | -                | -                | -                | -        | -      | -           | -          |
| V. Leimenstoll  | 11                | 1                 | 0                 | 0                 | 1                    | 0                    | 0                    | 0                    | 6                | 0                | 0                | 0                | 18       | 1      | 0           | 0          |
| S. Linder       | 21                | 2                 | 1                 | 0                 | 2                    | 1                    | 0                    | 0                    | 10               | 1                | 0                | 0                | 33       | 4      | 1           | 0          |
| K. Naschenweng  | 21                | 3                 | 1                 | 0                 | 2                    | 1                    | 0                    | 0                    | 10               | 1                | 1                | 0                | 33       | 5      | 2           | 0          |
| M. Specht       | 20                | 0                 | 5                 | 0                 | 2                    | 0                    | 0                    | 0                    | 6                | 0                | 1                | 0                | 28       | 0      | 6           | 0          |
| J. Steinert     | 18                | 3                 | 2                 | 0                 | 2                    | 1                    | 0                    | 0                    | 10               | 0                | 0                | 0                | 30       | 4      | 2           | 0          |
| M. Steiner      | 1                 | 0                 | 0                 | 0                 | -                    | -                    | -                    | -                    | -                | -                | -                | -                | 1        | 0      | 0           | 0          |
| M. Tufeković    | 16                | -21               | 0                 | 0                 | 1                    | -2                   | 0                    | 0                    | 10               | -18              | 0                | 0                | 27       | -41    | 0           | 0          |
| L. von Schrader | -                 | -                 | -                 | -                 | -                    | -                    | -                    | -                    | -                | -                | -                | -                | -        | -      | -           | -          |
| L. Wienroither  | 11                | 1                 | 0                 | 0                 | 1                    | 0                    | 0                    | 0                    | 10               | 2                | 1                | 0                | 22       | 3      | 1           | 0          |